# 格施托德山
47°8′31″N 13°59′34″E / 47.14194°N 13.99278°E

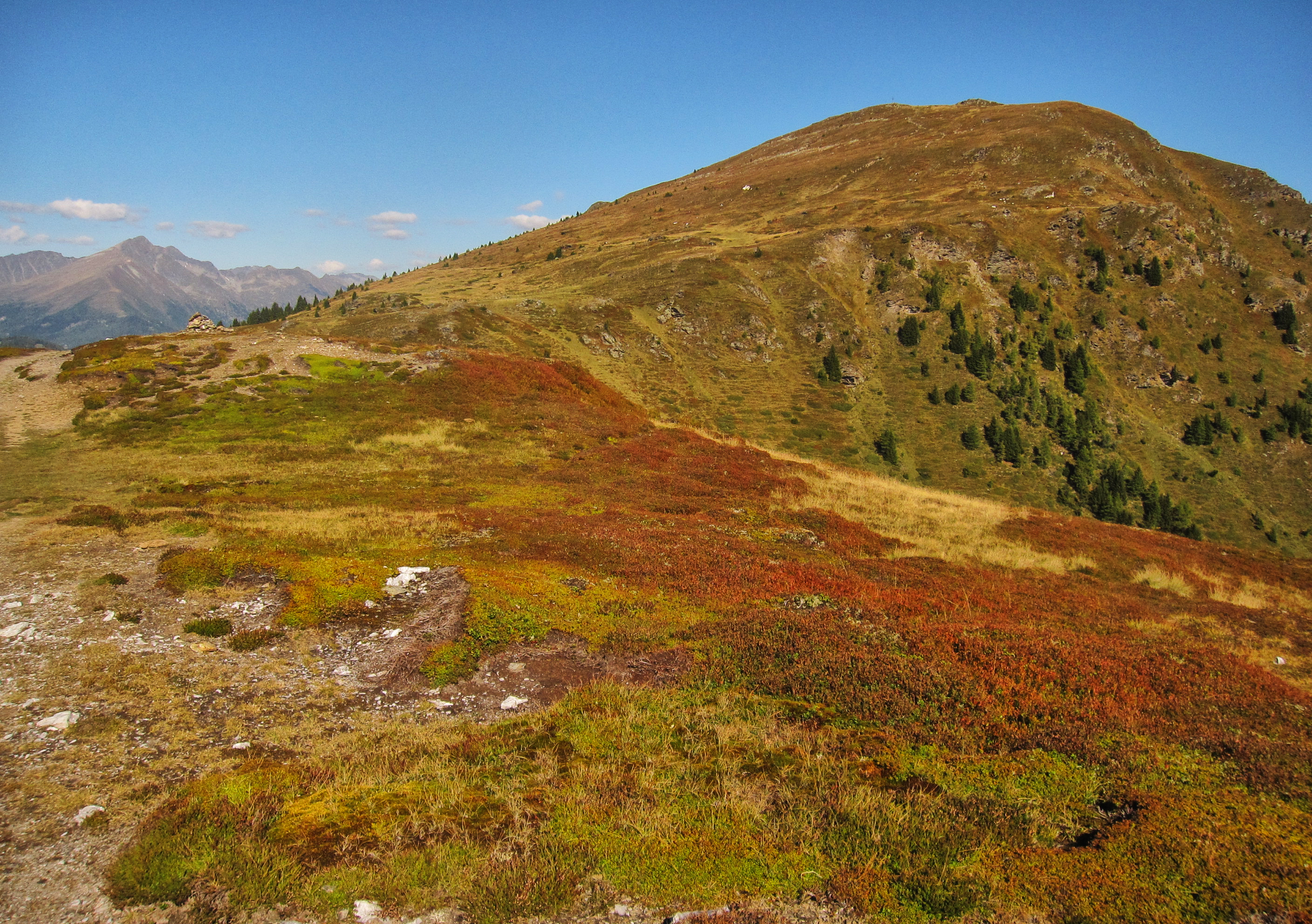

格施托德山（德語：Gstoder），是奧地利的山峰，位於該國中部，處於薩爾茨堡州和施泰爾馬克州接壤的邊界，屬於穆爾山脈的一部分，海拔高度2,140米，每年平均降雨量1,759毫米。